# Jambaló
Jambaló – miasto w Kolumbii, w departamencie Cauca.